# Kalghatgi
Kalghatgi là một thị xã panchayat của quận Dharwad thuộc bang Karnataka, Ấn Độ.

## Địa lý
Kalghatgi có vị trí 15°11′B 74°58′Đ / 15,18°B 74,97°Đ Nó có độ cao trung bình là 536 mét (1758 feet).

## Nhân khẩu
Theo điều tra dân số năm 2001 của Ấn Độ, Kalghatgi có dân số 14.676 người. Phái nam chiếm 51% tổng số dân và phái nữ chiếm 49%. Kalghatgi có tỷ lệ 62% biết đọc biết viết, cao hơn tỷ lệ trung bình toàn quốc là 59,5%: tỷ lệ cho phái nam là 69%, và tỷ lệ cho phái nữ là 55%. Tại Kalghatgi, 15% dân số nhỏ hơn 6 tuổi.